# Forêts pluviales de Mindoro
Localisation
Les forêts pluviales de Mindoro (IM0130) forment une écorégion définie par le fonds mondial pour la nature (WWF) située aux Philippines. Elle appartient à l’écozone Indomalaise (IM) et au biome des forêts décidues humides tropicales et subtropicales.

## Géographie

### Localisation et géologie
Cette écorégion de 10 100 km2 couvre l'île de Mindoro et les îles Semirara à l'ouest des Philippines. Elle est séparée au sud des îles Palawan et au nord de Luzon par des détroits profonds et n'a pas été reliée à ces îles pendant et depuis le pléistocène. Le centre de Mindoro est dominé par une chaîne de montagne qui culmine à 2 500 m d'altitude (mont Halcon (en) et mont Baco (ceb)). L'écorégion s'est détachée du continent asiatique il y a approximativement 32 millions d'années, se déplaçant dans les fonds marins de la mer de Chine méridionale pour rejoindre le nouvel archipel philippin il y a 17 millions, et émerger il y a 5 ou 10 millions d'années. 

### Climat
La côte Est de Mindoro est touchée par une saison humide, provoquée par une mousson venue du Sud-Ouest de juin à octobre, et une saison sèche de novembre à février malgré une mousson venue du Nord-Est. Selon la classification de Köppen-Geiger, il est couvert d’un climat de forêts tropicales et de moussons tropicales.

## Biodiversité

### Flore
On trouve des forêts pluviales sempervirentes jusqu'à 400 m ou plus, des forêts ouvertes à partir de 650 m, et des forêts moussues au dessus de 1000 m. La partie occidentale de l'écorégion était dominée par des forêts semi-décidues et sa partie orientale par des forêts sempervirentes à Dipterocarpaceae. Seules des petites parcelles de la dernière demeure. On trouve quelques Pinus merkusii au dessus de 600 m dans le nord de Mindanao.

### Faune
On trouve dans l'écorégion 22 mammifères indigènes, dont un presque endémique (la musaraigne de Mindoro (en)) et cinq endémiques : le tamarau (l'espèce porte-drapeau de l'écorégion), le rat noir de Mindoro, le rat grimpeur de Mindoro, Crateromys paulus et la grande souris des forêts de Mindoro (en). La plupart sont en danger. La faune de l’écorégion est issue de migrations venues de Luçon et des Palawan. Le tamarau, un petit bovin aquatique qui mesure un mètre au garrot, est une des espèces les plus uniques de l’île. Au début du XXe siècle, 10 000 individus vivaient dans toute l’écorégion. On y trouve également une importante population de sanglier des Philippines et d'une sous espèce de cerf des Philippines.

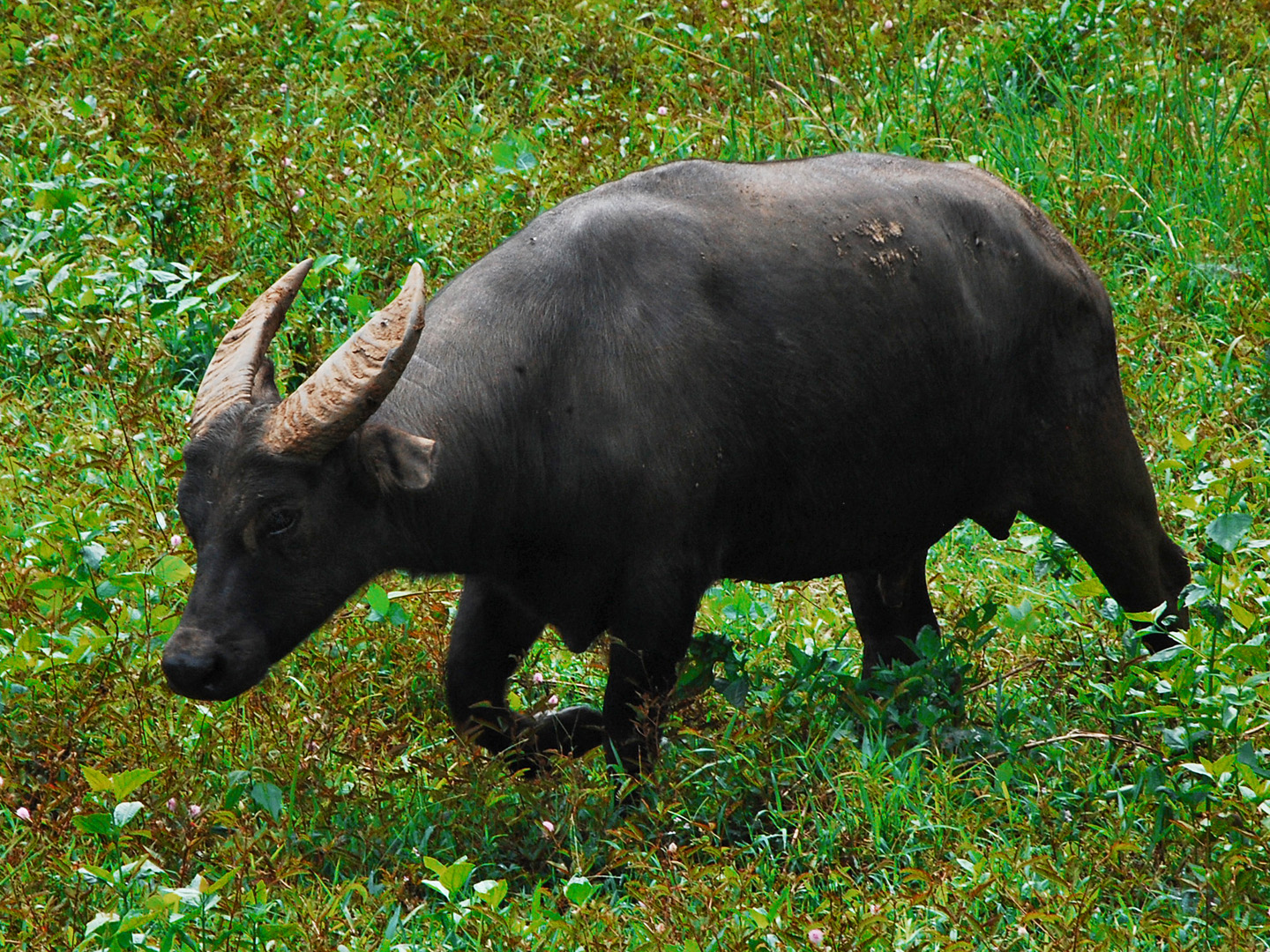
Le tamarau
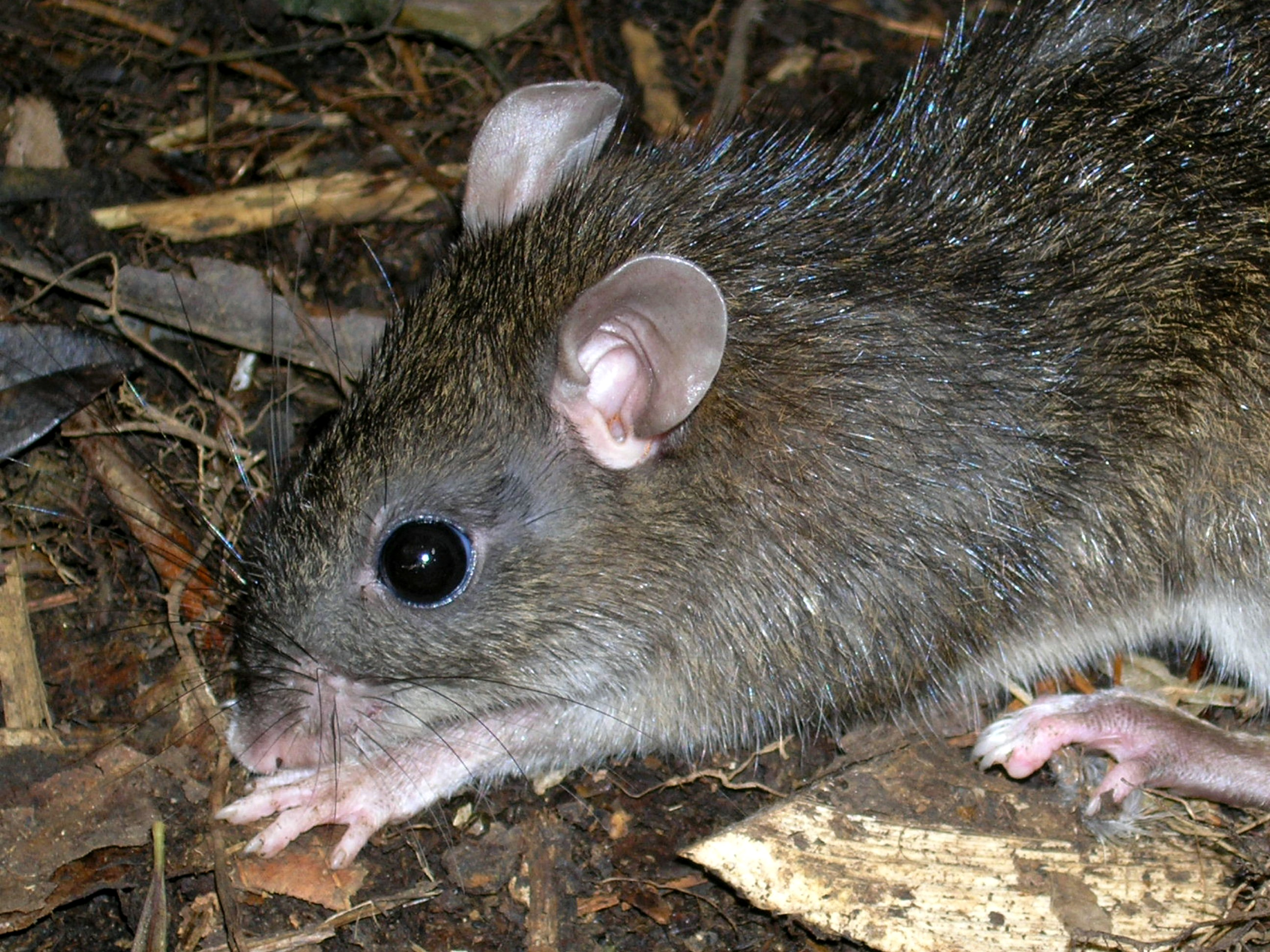
La grande souris des forêts de Mindoro (en)

L'écorégion se superpose exactement avec l'Endemic Bird Area de Mindoro. De nombreux oiseaux, aussi bien des hautes que des basses terres, y sont en danger critique d'extinction. Elle compte cinq espèces presque endémiques (le petit-duc de Mantanani, le siffleur à dos vert, la grive cendrée, la dicée de Mindoro et Rhyacornis bicolor) ainsi que cinq espèces endémiques : la gallicolombe de Mindoro, le carpophage de Mindoro, le coucal de Steere, le petit-duc de Mindoro et le calao de Mindoro.
Des spécimens de crocodile des Philippines, en danger critique, ont été repérés dans le lac Naujan (en), sur l'île de Mindoro. Cela en fait l'une des quatre dernières îles qui l'abritent, avec Negros, Mindanao et Busuanga. La population de crocodiles continue de diminuer, malgré la création d'un parc national autour du lac, à cause de la diminution de la superficie de leur habitat et des activités humaine. Entre 500 et 1 000 en 1980-1982, ils ne seraient plus que 100 en liberté. Lubang, une petite île au nord-est de Mindoro représente un centre distinct d'endémisme.

## Menaces et protection

### Menaces
L'exploitation forestière commerciale et les cultures sur brûlis ont grandement réduit la superficie de forêts primaires. Elles couvraient seulement 8,5 % de l'écorégion en 1988. La chasse par les locaux est la principale menace pour les grands mammifères, comme le tamarau, le cerf des Philippines ou le sanglier des Philippines. L'île compte proportionnellement plus d'espèces en danger et une plus importante déforestation que les plus grandes îles du pays.

### Protection
De nombreuses réserves ont été établies dans l'écorégion depuis 1936, mais elles sont se révélées peu efficaces. Au total, 2 680 km2 sont protégés par quatre réserves naturelles : le parc national du lac Naujan (de) (90 km2), le parc national des monts Iglit-Baco (en) (790 km2) et la réserve F. B. Harrison 1 800 km2.